# Liste der geschützten Landschaftsbestandteile im Landkreis München
Im Landkreis München gab es im Februar 2023 einen ausgewiesenen geschützten Landschaftsbestandteil.

## Geschützte Landschaftsbestandteile
| Aufgelassene Bahntrasse und angrenzende Biotopflächen in den Gemeinden Feldkirchen, Aschheim und Unterföhring | BW |  | Feldkirchen, Aschheim, Unterföhring Sechs Teilflächen | ⊙ | 27,4 | 19. Apr. 1996 |
| Legende für Geschützter Landschaftsbestandteil                                                                |    |  |                                                       |   |      |               |